# Pedro I de Aragão
Pedro I de Aragão (c. 1068 — 28 de Setembro de 1104), rei de Aragão e de Pamplona de 1094 até à sua morte.
Filho de Sancho Ramirez e Isabel de Urgel.
A partir de 4 de Junho de 1094 passa a ser rei de Aragão e de Pamplona, quando já o era de Sobrarbe e Ribagorza desde 1085. O reinado de Pedro I significou a expansão do território aragonês nos seus trechos central e oriental, chegando até à Serra de Alcubierre e a Monegros.
Conquistou Huesca em (1095), após derrotar Almostaim II da Taifa de Saragoça na batalha de Alcoraz. Lutou ao lado d'O Cid na batalha de Bairén (1097), mais tarde tomou Barbastro (1101), Sariñena e tentou tomar Saragoça. Sitiou Tamarite de Liteira (1104) e regulamentou o foro dos infanzones. Consolidou a supremacia militar das tropas cristãs sobre as muçulmanas, morrendo a 28 de setembro de 1104, no Vale de Arán.
Casou-se em primeiras núpcias com Inês, filha de Guilherme VIII da Aquitânia, em Jaca, em 1086, da qual teve dois filhos que morreram antes do pai:
- Pedro de Aragão (1086 - 1 de Fevereiro de 1104).
- Inês de Aragão (c.1088- 18 de Agosto de 1104).

Em segundas núpcias casou-se a 16 de Agosto de 1097 em Huesca com Berta, filha do marquês Pedro de Itália e de Agnès de Potiou, dando-lhe como dote terras na Galliguera oscense, na qual governaria vários anos após a sua morte.
Não teve descendência deste segundo casamento, por isso, após a sua morte, sucedeu-lhe o seu irmão Afonso.